# Tân Nghĩa (thị trấn)
Tân Nghĩa là thị trấn huyện lỵ cũ của huyện Hàm Tân, tỉnh Bình Thuận, Việt Nam.
Thị trấn Tân Nghĩa có diện tích 55,2 km², dân số năm 2007 là 12.679 người, mật độ dân số đạt 230 người/km².